# Per Spook
Per Spook, född 2 juli 1939 i Oslo, är en norsk modeskapare.
Han utbildade sig på Statens håndverks- og kunstindustriskole i Oslo och flyttade till Paris år 1959 där han blev lärling hos Christian Dior. Han arbetade en tid för Yves Saint-Laurent och samarbetade med Louis Féraud i sexton år innan han öppnade sitt eget modehus 1977.
För sin första Haute couture-kollektion tilldelades han utmärkelsen Aiguille d'Or (guldsynålen) och 1979 och 1993 fick han Dé d'Or (guldfingerborgen). Han skapade två kollektioner om året fram till 1994 och stängde modehuset 1995. Efter det har han bland annat skapat prêt-à-porter under eget namn i Japan.
Hans kollektioner är kända för sina, huvudsakligen svartvita, grafiska mönster med inspiration från norsk natur.
Spook tilldelades Sankt Olavs orden 2003 och år 2019 utgav han boken Haute couture 1977–1995 med egna fotografier.